# Ulica Majkowska w Kaliszu
Ulica Majkowska – ruchliwa ulica w Kaliszu znajdująca się w dzielnicy Piskorzewie. Jest jedną z najważniejszych ulic tejże dzielnicy. Jej całkowita długość wynosi około 1,1 km.

## Dane ulicy
Ulica Majkowska łączy starą obwodnicę miasta - aleję Wojska Polskiego z nową - Trasą Stanczukowskiego. Od Nowego Rynku do alei Wojska Polskiego jest to droga dwujezdniowa, na pozostałym odcinku ma jedną jezdnię z czterema pasami ruchu. Dawniej ulica Majkowska miała prawie kilometr długości (kończyła się na wysokości Kaliszanki). W 2000 dobudowano ją do Trasy Stanczukowskiego, która się wówczas kończyła przed Kanałem Bernardyńskim.

## Obiekty
- Gazownia Kaliska, nr 9
- Polskie Górnictwo Naftowe i Gazownictwo - oddział handlowy, nr 9
- Wielkopolska Spółka Gazownictwa - zakład dystrybucji gazu, nr 9
- Towarzystwo Ubezpieczeń i Reasekuracji Warta, nr 10
- Wistil, nr 13
- Kaliska Agencja Medyczna, nr 13A
- szkoła rodzenia BoboMed, nr 13A
- Kaliskie Zakłady Garbarskie, nr 17
- Bank Ochrony Środowiska, nr 17A
- zajezdnia Kaliskich Linii Autobusowych, nr 26 (zlikwidowana w 2014)
- Poczta Polska, urząd pocztowy nr 1 - filia, nr 28
- Tesco, nr 28 (zlikwidowane)
- Kaliszanka, nr 32

## Komunikacja
Po ulicy Majkowskiej kursują następujące linie Kaliskich Linii Autobusowych:
- 4 (Wyszyńskiego - Bażancia)
- 8 (Wyszysńkiego - Bażancia)
- 15 (Długa Pętla - Skalmierzyce)
- 16 (Obozowa Pętla - Bażancia)
- 17 (Bażancia - Kotowiecko)

Znajdują się tutaj cztery przystanki.